# مقهى الشباب الضائع
مقهى الشباب الضائع (بالفرنسية: Dans le café de la jeunesse perdue) هي رواية للكاتب الفرنسي باتريك موديانو الحائز على جائزة نوبل في الأدب عام 2014 و على الجائزة الكبرى للأكاديمية الفرنسية للرواية سنة 1972، وجائزة غونكور سنة 1978، صدرت سنة 2007 عن دار غاليمار للنشر.وتُعدّ من أبرز أعمال موديانو.ترجمها للعربية محمد المزديوي وصدرت عن الدار العربية للعلوم ناشرون في طبعتين.

## ملخص
تبدأ الرواية باقتباس من غي ديبور، يحاكي مطلع الكوميديا الإلهية لدانتي، ويشير إلى أجواء الحزن والاغتراب التي تطغى على النص.
تُروى القصة عبر عدة أصوات: طالب في مدرسة المناجم، محقق خاص يُدعى بيير كايزلي، البطلة "لوكي" (واسمها الحقيقي جاكلين دولانك)، وعشيقها رولان.تتناول الرواية حياة "لوكي"، امرأة هائمة ومنقطعة الجذور، تهرب من ماضيها وزواجها العقيم، لتتجول في شوارع باريس ومقاهيها، لاسيما "مقهى الكونديه" في الضفة اليسرى. يتكشف ماضيها تدريجياً: طفولة قاسية في حي بيغال، تجربة مع الهروب والمخدرات، ثم زواج صامت مع مدير وكالة عقارية يخاطبها بصيغة رسمية، وصولاً إلى علاقتها برولان والمحقق الذي يتتبعها.يُشكل كل صوت من الأصوات السردية جزءاً من صورة فسيفسائية لشخصية لوكي، التي تبدو وكأنها في طريقها إلى الزوال أو المحو.

## الموضوعات
تعالج الرواية مجموعة من الثيمات التي تشكل جوهر الأدب لدى باتريك موديانو، من أبرزها مسألة الهوية والاغتراب، حيث تظهر البطلة في حالة فرار دائم من كل انتماء، تائهة في بحثها عن ذات مجهولة المعالم. كما يحضر موضوع الذاكرة والنسيان بقوة، إذ تبدو الشخصيات عالقة في ظلال الماضي، تلتقط شذراته المتناثرة محاولة إعادة تركيب المعنى. وتُقدَّم باريس في الرواية كمتاهة شاسعة، تتحول فيها الأحياء إلى فضاءات للتيه والالتباس وتراكم الذكريات. أما على مستوى البناء، فيُعتمد السرد المتعدد، مما يتيح تجميع صورة مركبة ومتشظية للشخصية الرئيسية، من خلال زوايا نظر متباينة ومتقاطعة.

## الطبعات
- الطبعة الأصلية: *Dans le café de la jeunesse perdue*، غاليمار، 2007، قالب:رقم دولي معياري للكتاب (ISBN 2070786064).
- طبعة "كارتو": غاليمار، 2013، ضمن مجموعة الأعمال، قالب:رقم دولي معياري للكتاب (ISBN 9782070139569).
- الترجمة الصينية: نقلها إلى الصينية **جين لونغيه**، عن دار "أدب الشعب"، سنة 2010 – ونالت جائزة فو لي للترجمة سنة 2011.[4]

## النقد والدراسات
أشاد النقاد بالرواية لما تتميز به من أسلوب هادئ وأجواء ضبابية. رأى كثيرون أنها تمثل نموذجًا لما يُعرف بـ"الأدب المودياني"، حيث الشخصيات المتوارية، والماضي العالق، والمدينة كفضاء نفسي.
وقد صدرت عنها عدة دراسات نقدية، أبرزها:
- ماتيو ريمي: « الجغرافيا النفسية للشباب الضائع »، ضمن *قراءات في موديانو*، إعداد روجر-إيف روش، منشورات سيلين ديفو، نانت، 2009، ص. 199–220، (ردمك 9782350180816).
- كولن نيتلبك: « مثل الماء الجاري: الذاكرة والظهور في رواية "في مقهى الشباب الضائع" (2007) »، ضمن *موديانو أو تقطعات الذاكرة*، تحرير: آن-إيفون جوليان وبرونو بلانكمان، منشورات هيرمان، باريس، 2010، ص. 391–412، (ردمك 9782705669546).[5]
- جوراتيه كامنسكاس: « آثار، آثار وأشكال: في مقهى الشباب الضائع لموديانو »، *الدراسات الثقافية الفرنسية*، المجلد 23، العدد 4، نوفمبر 2012، ص. 350–357.